# Polska Akademia Nauk Ogród Botaniczny – Centrum Zachowania Różnorodności Biologicznej w Powsinie
PAN Ogród Botaniczny – Centrum Zachowania Różnorodności Biologicznej w Powsinie – ogród botaniczny powołany w 1974 roku decyzją prezydium Polskiej Akademii Nauk, jako pomocnicza placówka o charakterze naukowym Wydziału II Nauk Biologicznych PAN.

## Lokalizacja
Ogród znajduje się w granicach administracyjnych miasta stołecznego Warszawy, przy południowej granicy dzielnicy Ursynów. Jest położony na górnym tarasie doliny Wisły, na wysokości 87–102 m n.p.m. Niedaleko Ogrodu Botanicznego znajdują się rezerwat przyrody Las Kabacki im. Stefana Starzyńskiego oraz park Kultury w Powsinie. Obecnie ogród posiada powierzchnię ok. 40 ha, z czego dla zwiedzających udostępnionych jest ok. 30 ha. Pozostałe 10 ha to tereny gospodarcze oraz zaplecze dla prowadzenia doświadczeń polowych, realizacji projektów, a także szkółki służące do rozmnażania roślin. Część z tego terenu w przyszłości zostanie jeszcze przeznaczona pod kolekcje ekspozycyjne. W ogrodzie dotychczas udało się zgromadzić prawie 10 tys. taksonów, pogrupowanych tematycznie: arboretum, kolekcja flory polskiej, rośliny ozdobne, użytkowe, tropikalne, azjatyckie czy lecznicze i przyprawowe.

## Historia
Pierwsze starania o utworzenie dużego, nowoczesnego ogrodu botanicznego w Warszawie zostały zainicjowane w roku 1928 przez profesorów Bolesława Hryniewieckiego i Romana Kobendzę.
Po II wojnie światowej w roku 1948 powstał pierwszy projekt założenia ogrodu na południe od Warszawy, na terenach byłego Golf-Klubu i majątku ziemskiego Powsin. Jego organizacją zajęło się Polskie Towarzystwo Botaniczne. W roku 1956 zespół warszawskich botaników kierowany przez prof. Wacława Gajewskiego przedstawił szczegółowy program ogrodu botanicznego. Dnia 1 stycznia 1957 roku w PAN został powołany do życia zakład naukowy Centralny Ogród Botaniczny, który po niespełna roku zostaje rozwiązany z uwagi na niemożliwość rozwinięcia statutowej działalności.
W roku 1962 profesorowie Wacław Gajewski, Tadeusz Gorczyński, Henryk Teleżyński i Alfons Zielonka podjęli ponowne próby organizacji ogrodu. W roku 1970 w Skierniewicach w Zakładzie Genetyki Roślin PAN z inicjatywy prof. Szczepana Pieniążka powstała Pracownia Zasobów Genowych Roślin Uprawnych mająca za zadanie przygotowanie podstaw do organizacji ogrodu w Powsinie. Decyzją Prezydium PAN w roku 1974 nastąpiło powołanie Ogrodu Botanicznego PAN. Do 1977 roku wykupiono ok. 40 ha ziemi. W latach 1978–1990 przeprowadzono zasadnicze zagospodarowanie terenu. Zapoczątkowano tworzenie kolekcji sadząc rośliny, w tym okazy starych odmian oraz wiele egzotów, rzadko eksponowanych w innych polskich ogrodach botanicznych, a także rewitalizując istniejące nasadzenia pofolwarczne. Wiele drzew, które tam zastano, prawdopodobnie zostało posadzonych przez rodzinę Fangorów. Należą do nich m.in. buk czerwony, pstrolistny klon jawor oraz daglezje. Na terenie ogrodu rosły również jaśminowce. Ślady działalności rodziny Fangorów widoczne są również w postaci stawów znajdujących się w pobliżu willi (zrewitalizowanych w 2004 r.). Woda z tych stawów była używana do podlewania bujnego ogrodu, który przed wojną otaczał dom Fangorów. Pierwszym dyrektorem ogrodu botanicznego był prof. Bogusław Molski, a jego następcą w 1989 roku został prof. Jerzy Puchalski. W 2017 roku funkcję dyrektora objął dr Paweł Kojs, a w roku 2021 nowym dyrektorem został prof. dr hab. Arkadiusz Nowak.

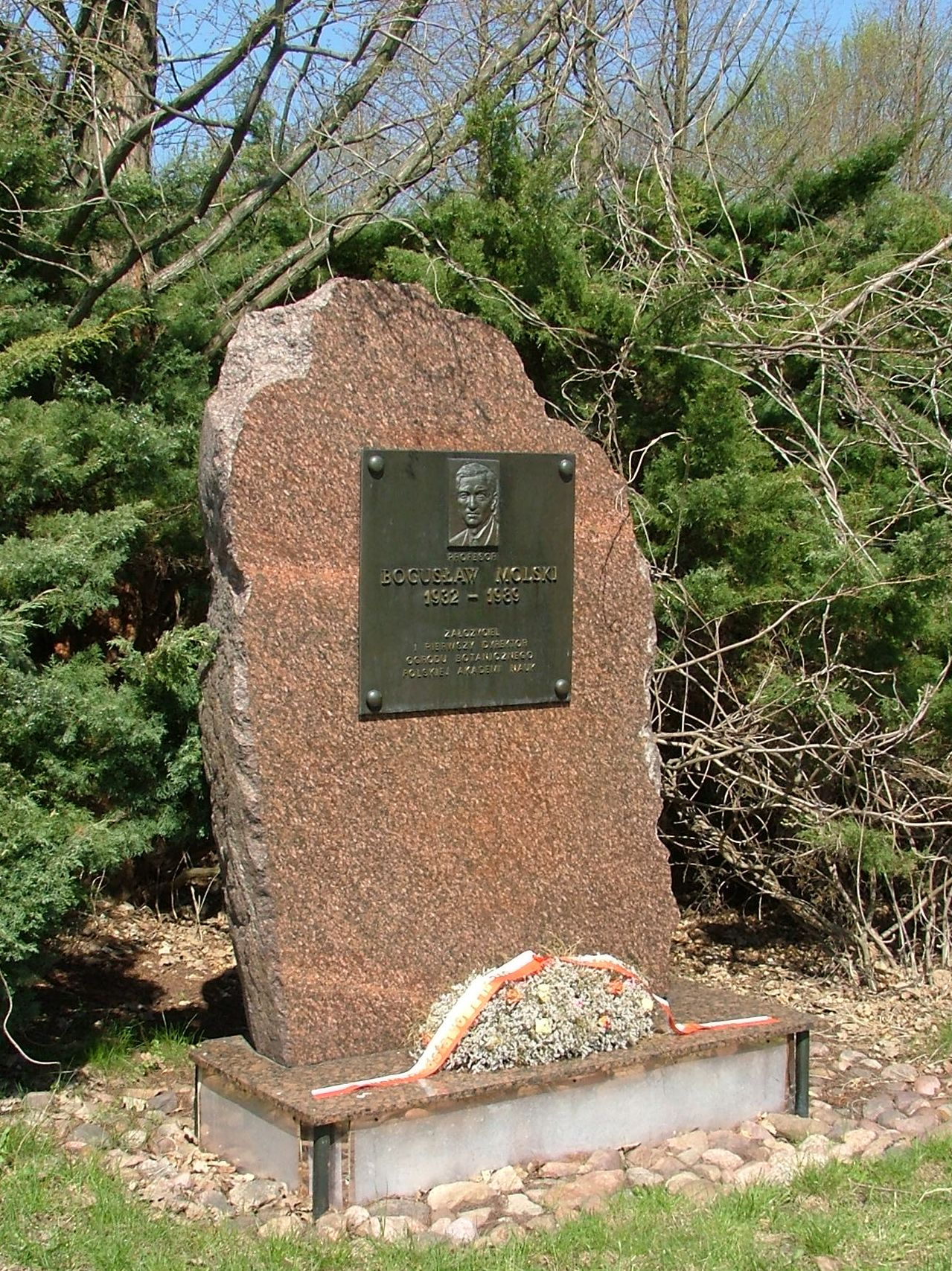
Ogród Botaniczny PAN, pomnik pierwszego dyrektora ogrodu prof. Bogusława Molskiego

Od początku we współpracy międzynarodowej prowadzono badania naukowe nad gatunkami uprawnymi oraz rzadkimi i ginącymi. W latach 80. XX w. powstał największy na świecie bank genów żyta. Próbowano wyhodować łubin jadalny dla ludzi oraz nowe odmiany limby na obszary wielkoprzemysłowe. W 1992 r. stworzono unikatowy w skali Europy kriobank nasion dla rodzimych gatunków rzadkich i chronionych, endemitów i reliktów. Ogród udostępniono do zwiedzania w 1990 r., a pięć lat później udostępniono Ogród bylinowy i kolekcję roślin egzotycznych, a także oddano do użytku Centrum Edukacji Przyrodniczo-Ekologicznej oraz Bank Nasion Roślin Zagrożonych i Ginących. W roku 1997 dotychczasowa nazwa Ogród Botaniczny PAN została rozszerzona o człon Centrum Zachowania Różnorodności Biologicznej. W 1998 r. rozpoczęto tworzenie rozarium, które dziesięć lat później zdobyło miano kolekcji narodowej. Rok 2003 przyniósł otwarcie we wrześniu największego na polskim niżu alpinarium, zbudowanego z prawdziwych skał tatrzańskich i pienińskich, a w grudniu szklarń ekspozycyjnych. W roku 2004 oddano do eksploatacji oczyszczalnię, element działu edukacji ekologicznej. 20 maja 2006 roku w ogrodzie posadzono dąb papieski, upamiętniający Jana Pawła II. Systematycznie rozbudowywano wiele kolekcji terenowych, w tym m.in. zbiory warzyw, mało znanych roślin wrzosowatych, magnolii, kosaćców, ozdobnych geofitów czy Kolekcję flory Polski.

## Dyrektorzy
- prof. dr hab. Bogusław Molski (1974-1989)
- prof. dr hab. Jerzy Puchalski (1989-2017)
- dr Paweł Kojs (2017-2021)
- prof. dr hab. Arkadiusz Nowak (od 2021)

## Charakterystyka ekologiczna
Ogród znajduje się w strefie klimatu przejściowego z wyraźnymi wpływami kontynentalnymi. Średni roczny opad wynosi 512 mm z wahaniami od 355 mm w 1976 roku do 658 mm w 1981. Absolutne temperatury powietrza: minimalna –37,0 °C (14 stycznia 1987), maksymalna 33,1 °C (1 czerwca 1979).
Gleby ogrodu są zróżnicowane, dominują lekkie gleby, typu bielicowego zwykle IV klasy. Największym walorem położenia ogrodu jest skarpa oraz występujące wąwozy. Zróżnicowane gleby oraz konfiguracja terenu dają szerokie możliwości ciekawego zagospodarowania przestrzennego ogrodu.

## Zasoby i kolekcje

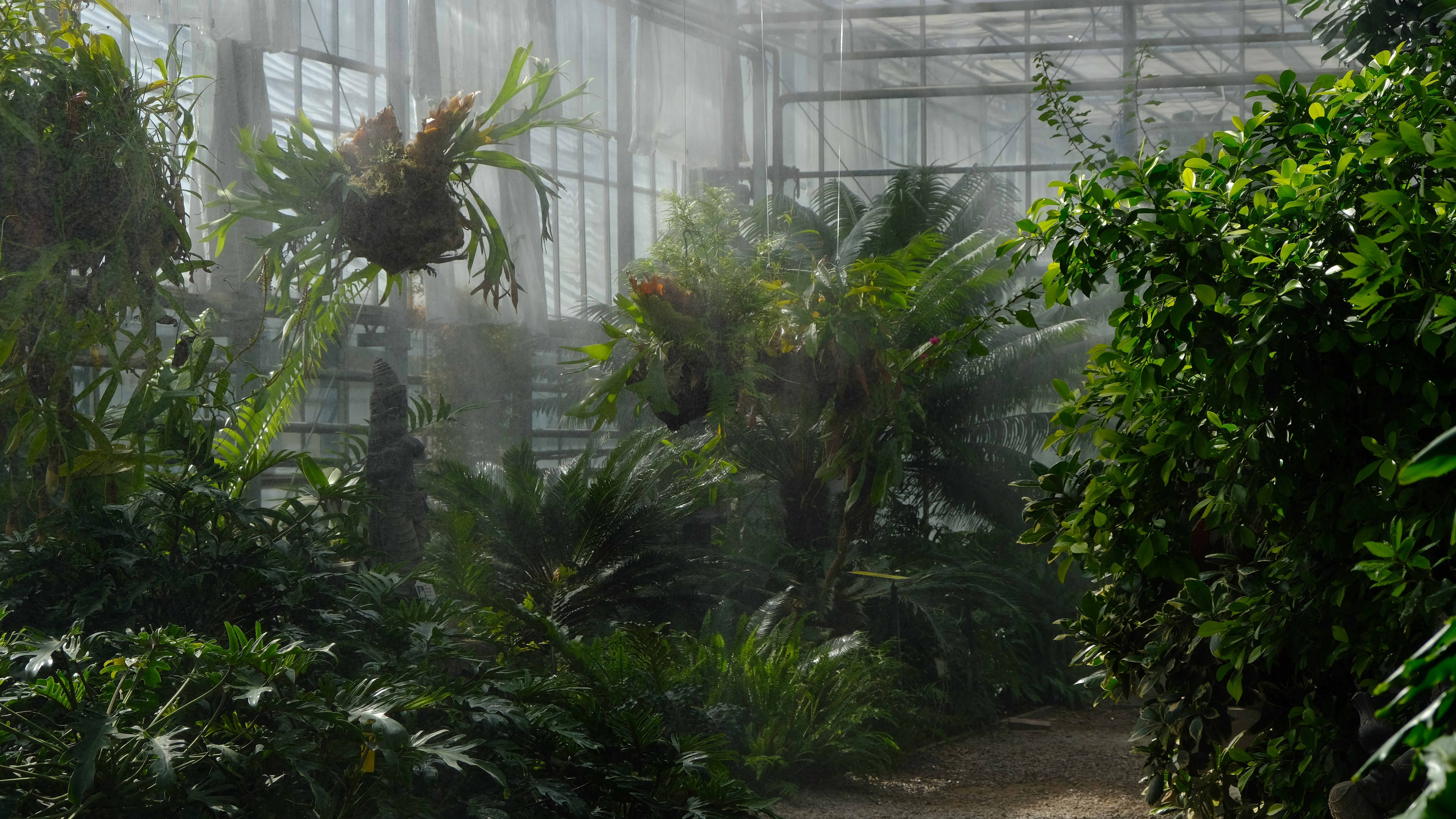
Kompleks szklarni ekspozycyjnych

Ważnym kierunkiem działalności ogrodu jest popularyzacja wiedzy z zakresu nauk przyrodniczych, a zwłaszcza na temat zagrożenia różnorodności biologicznej oraz roli roślin w życiu człowieka. Służą temu celowi zgromadzone kolekcje roślinne liczące blisko 10 tysięcy różnych gatunków i odmian, eksponowanych na powierzchni ok. 30 ha oraz w szklarniach. Ogród czynny jest przez cały rok, ale to właśnie zimą szklarnie z egzotycznymi kolekcjami roślin przyciągają najwięcej odwiedzających, spragnionych lata i wyższych temperatur. Na 2000 m kw. zgromadzono ok. 1500 gatunków i odmian roślin występujących w strefie klimatu ciepłego: tropikalnego i subtropikalnego oraz pustyń i rejonu śródziemnomorskiego. Do najciekawszych należy największa w Polsce kolekcja roślin cytrusowych, która liczy 32 gatunki z rodzaju cytrus Citrus. Wielką jesienno-zimową i wczesnowiosenną atrakcją są zjawiskowo kwitnące kamelie japońskie w liczbie 40 odmian. Niewątpliwie przyciągającą atrakcją są sukulenty, wśród nich wielkością imponują jukki, agawy, wilczomlecze, draceny oraz liczne aloesy. Cennym dodatkiem do kolekcji jest eksponowana w oranżerii wolemia szlachetna Wollemia nobilis, znana do niedawna tylko ze skamieniałości.

Arboretum to największa część kolekcji roślin drzewiastych – liczy ponad 2500 odmian i gatunków – obejmuje kilka grup roślin spokrewnionych genetycznie, stanowiących trzon najważniejszych zbiorów: iglastych, wrzosowatych i magnoliowatych. Na powierzchni ok. 6 ha zgromadzono ogromną różnorodność taksonomiczną roślin drzewiastych z całego świata, w tym liczne rzadkie gatunki endemiczne i reliktowe pochodzące z różnych stref klimatycznych. Cennymi obiektami są zwłaszcza gatunki pochodzące z Ameryki Północnej, takie jak: mamutowiec olbrzymi, cedrzyniec kalifornijski, jodła olbrzymia, cypryśnik błotny. Wiele jest gatunków rodem z Azji, w tym m.in. kryptomeria japońska czy reliktowa metasekwoja chińska zachowana tylko na jednym stanowisku naturalnym w Chinach, odkrytym dopiero w roku 1941.

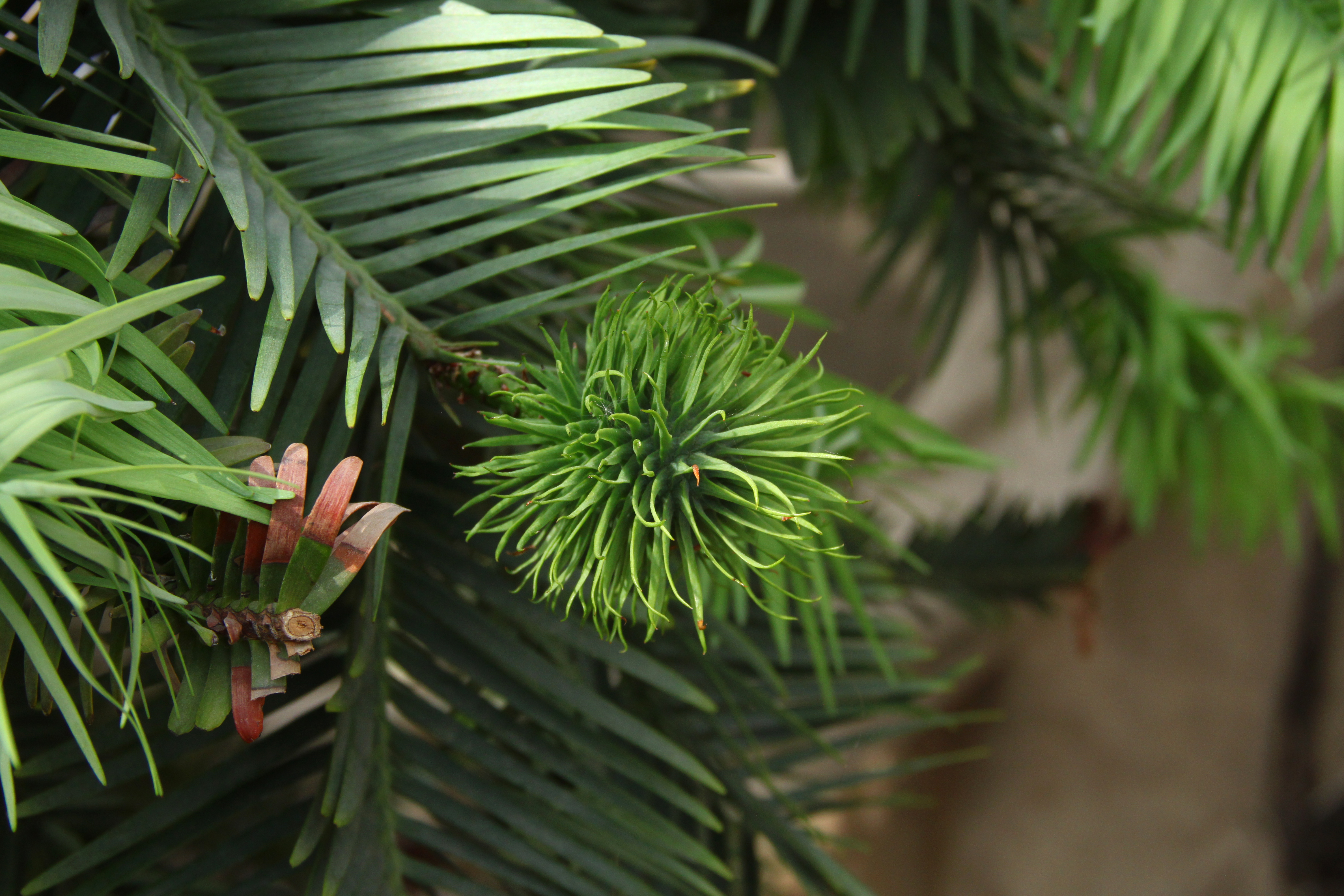
Wollemia nobilis
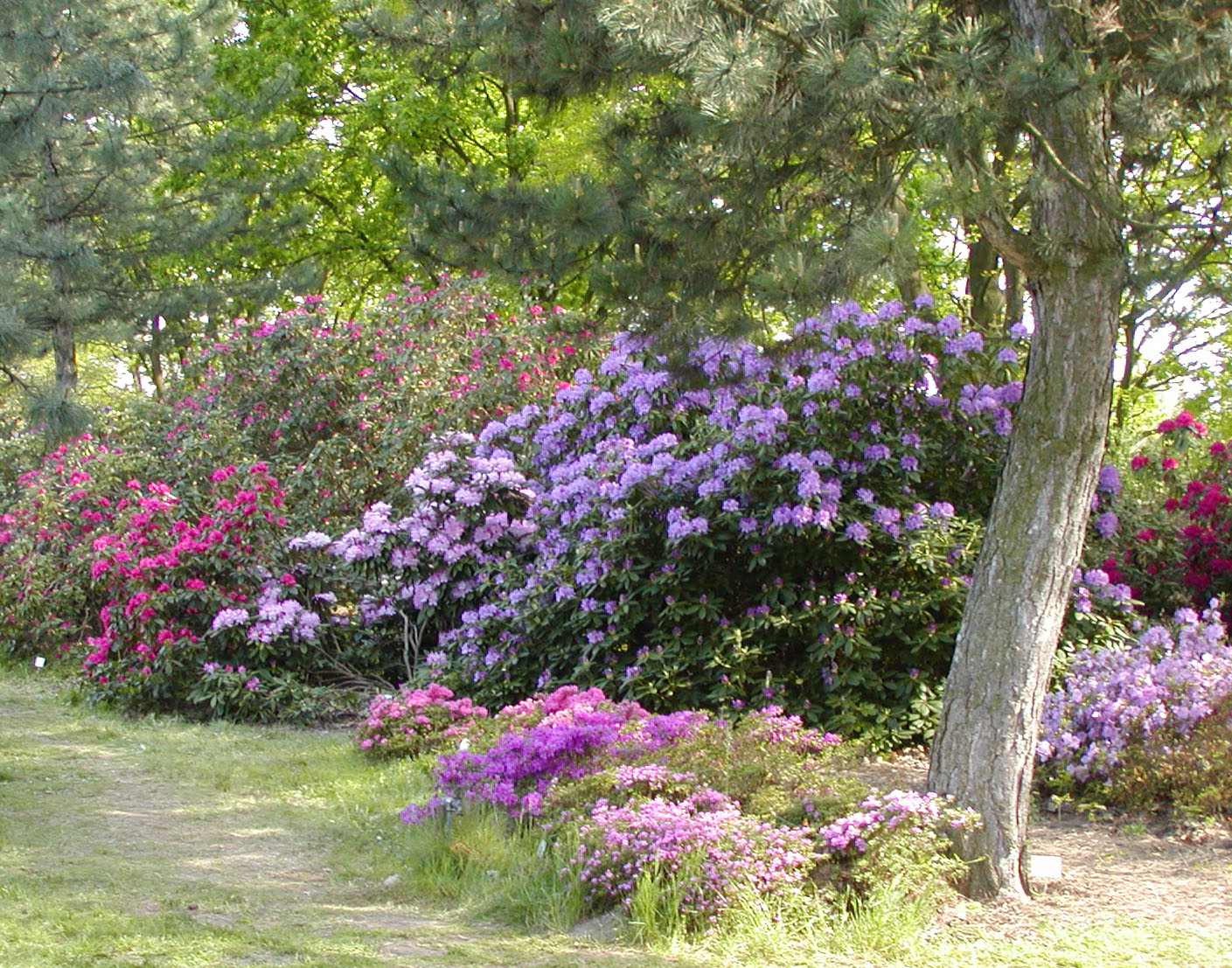
Rododendrony i azalie
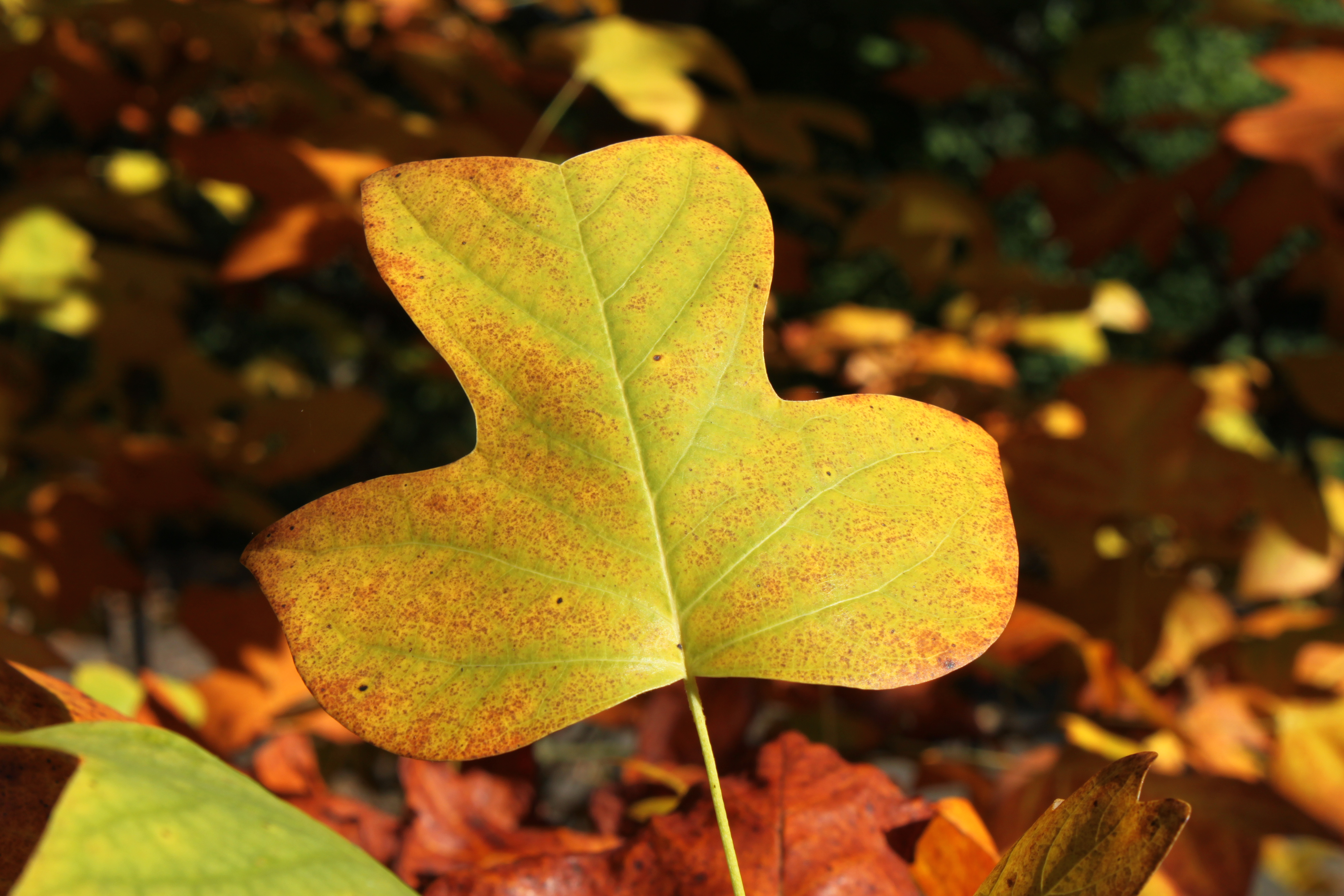
Liriodendron tulipifera
Jesień w Ogrodzie

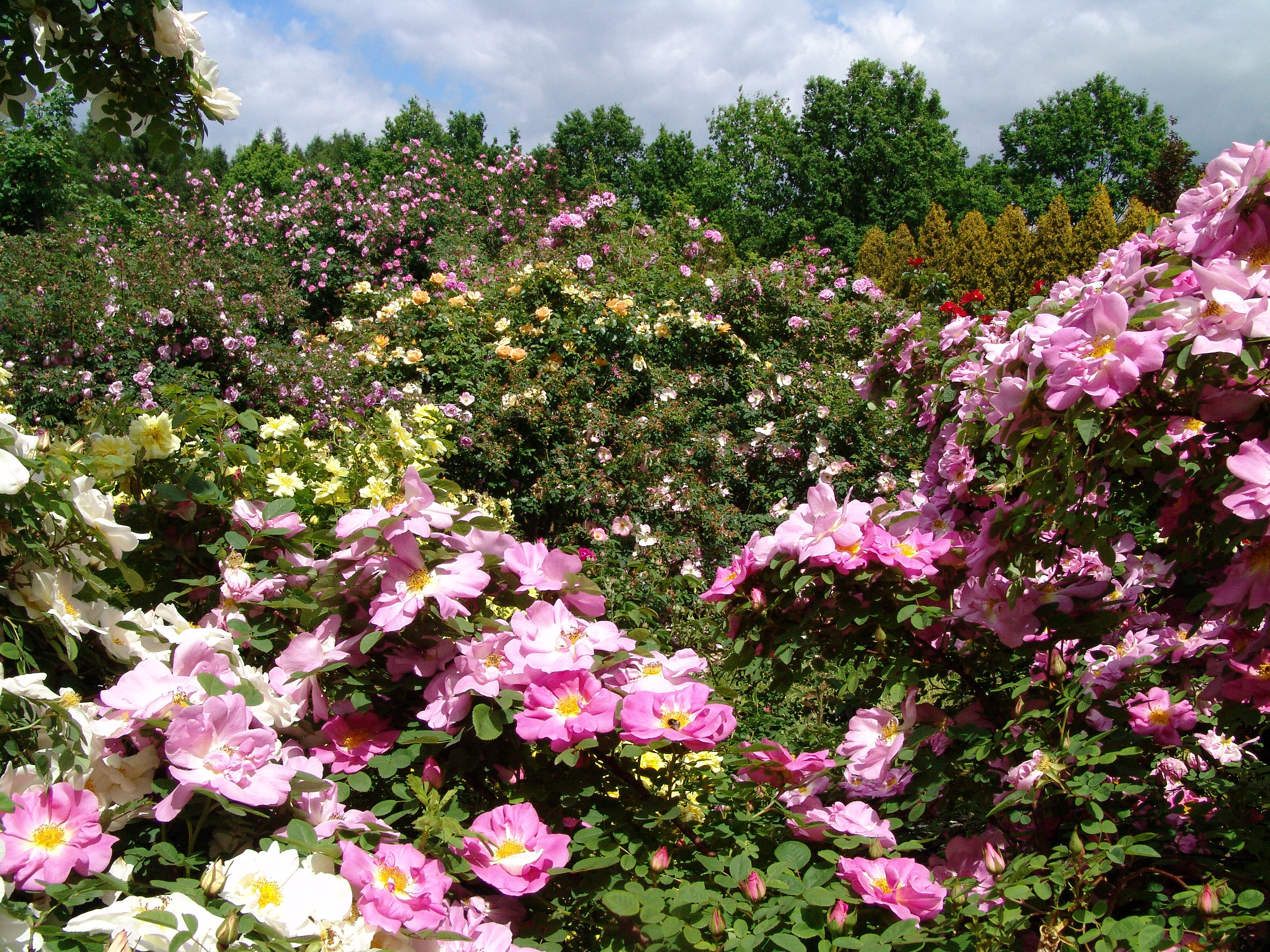
Narodowa Kolekcja Odmian Uprawnych Róż

Kolekcja róż licząca ponad tysiąc odmian nosi miano Narodowej Kolekcji Odmian Uprawnych Róż. Jest to największa kolekcja róż w Polsce i jedna z liczących się w Europie pod względem różnorodności odmian i gatunków. Róże w Powsinie reprezentują wszystkie grupy według uprawy, tj. parkowe, pnące, wielkokwiatowe, rabatowe, okrywowe, miniaturowe, oraz większość grup pod względem pochodzenia. Co roku na przełomie maja i czerwca organizowane są Rosalia – plenerowy event połączony z wykładami, kiermaszem roślin i warsztatami. W 2019 r. założony został Ogród Testowy Nowych Odmian Róż – pierwsze takie założenie w Europie, w którym prezentowane są najnowsze odmiany oceniane przez międzynarodowe jury.
W ogrodzie znajdują się kolekcje roślin użytkowych: warzywnych, sadowniczych, leczniczych i przyprawowych. Kolekcja roślin sadowniczych, zwana również pomologiczną, obejmuje powszechnie uprawiane grusze, jabłonie czy aronie, ale także mniej znane, jak: nieszpułki, suchodrzewy, oliwniki, świdośliwy, pigwy i pigwowce. Kolekcja pomologiczna to również mniej znane rośliny o jadalnych owocach, często o właściwościach leczniczych (bez czarny, dereń) i wykorzystywanych w kosmetologii (rokitnik pospolity). W ramach kolekcji znajduje się unikatowy w skali kraju zbiór ponad pięciuset historycznych odmian jabłoni. Wśród nich są odmiany bardzo rzadkie, takie jak m.in. Korobówka, Kandyl Synap czy najstarsza z odmian pochodząca z X w. – Oliwka Biała.

Kolekcja flory Polski liczy prawie 700 gatunków, które reprezentują różne typy siedlisk naturalnych. W kolekcji od wielu lat realizowana jest czynna ochrona gatunkowa roślin poza miejscem ich naturalnego występowania, czyli ochrona ex situ. W centralnej części kolekcji utworzono imitację naturalnych pasm górskich, gdzie można zobaczyć unikatowe gatunki roślin występujące w Tatrach, Pieninach i Bieszczadach. Jednym z najcenniejszych gatunków jest warzucha polska – endemit wymarły na stanowiskach naturalnych, podobnie jak nerecznica Villara. Na terenie kolekcji organizowane są wycieczki z przewodnikiem oraz warsztaty dla dzieci, uczniów i studentów z zakresu różnorodności biologicznej i jej zagrożeń.

Kolekcja roślin górskich: rośliny Karpat (pasma Tatr, Pienin i Bieszczadów) oraz rośliny Beskidów i Sudetów
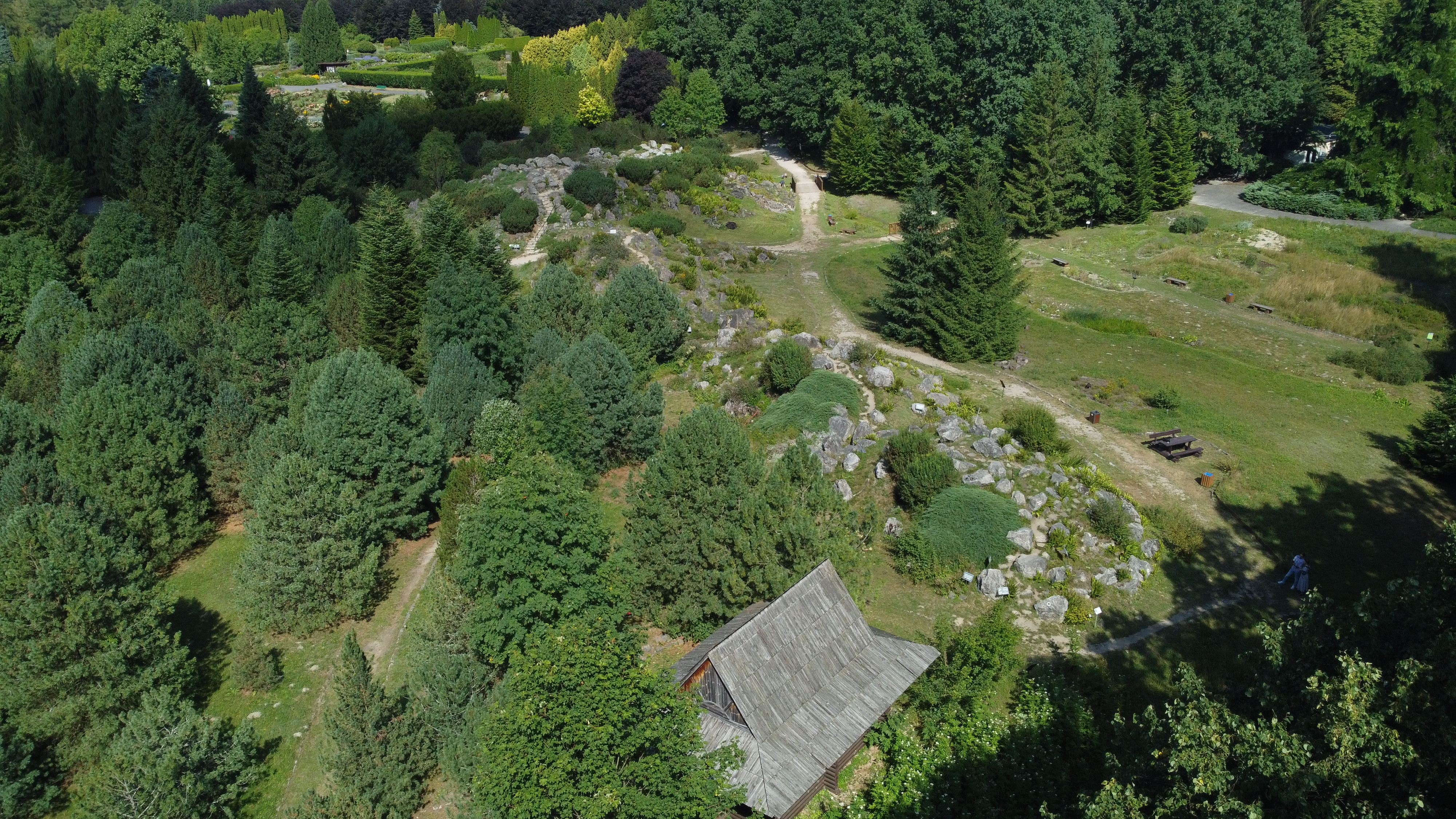
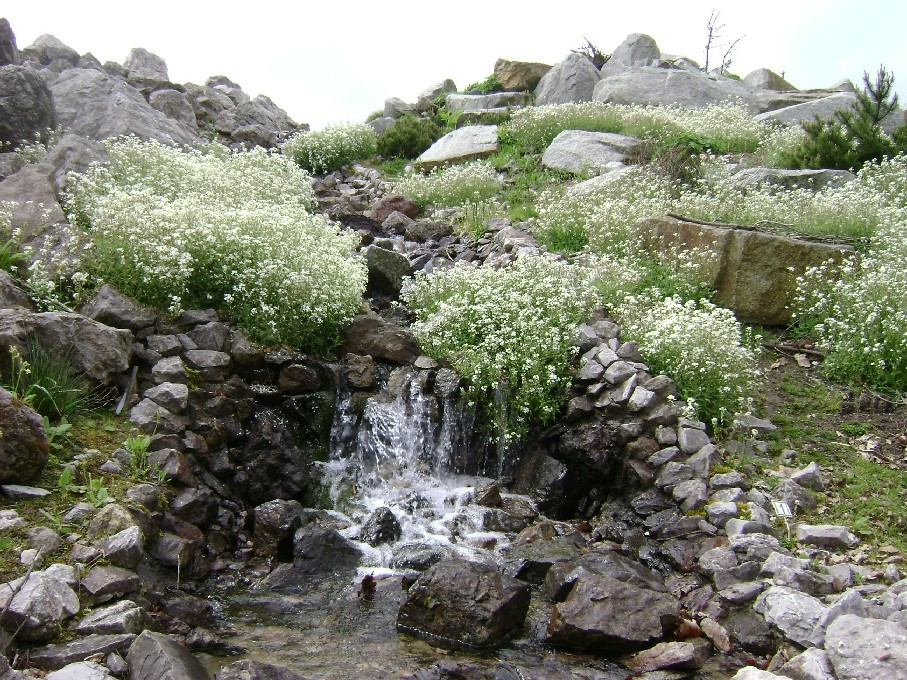
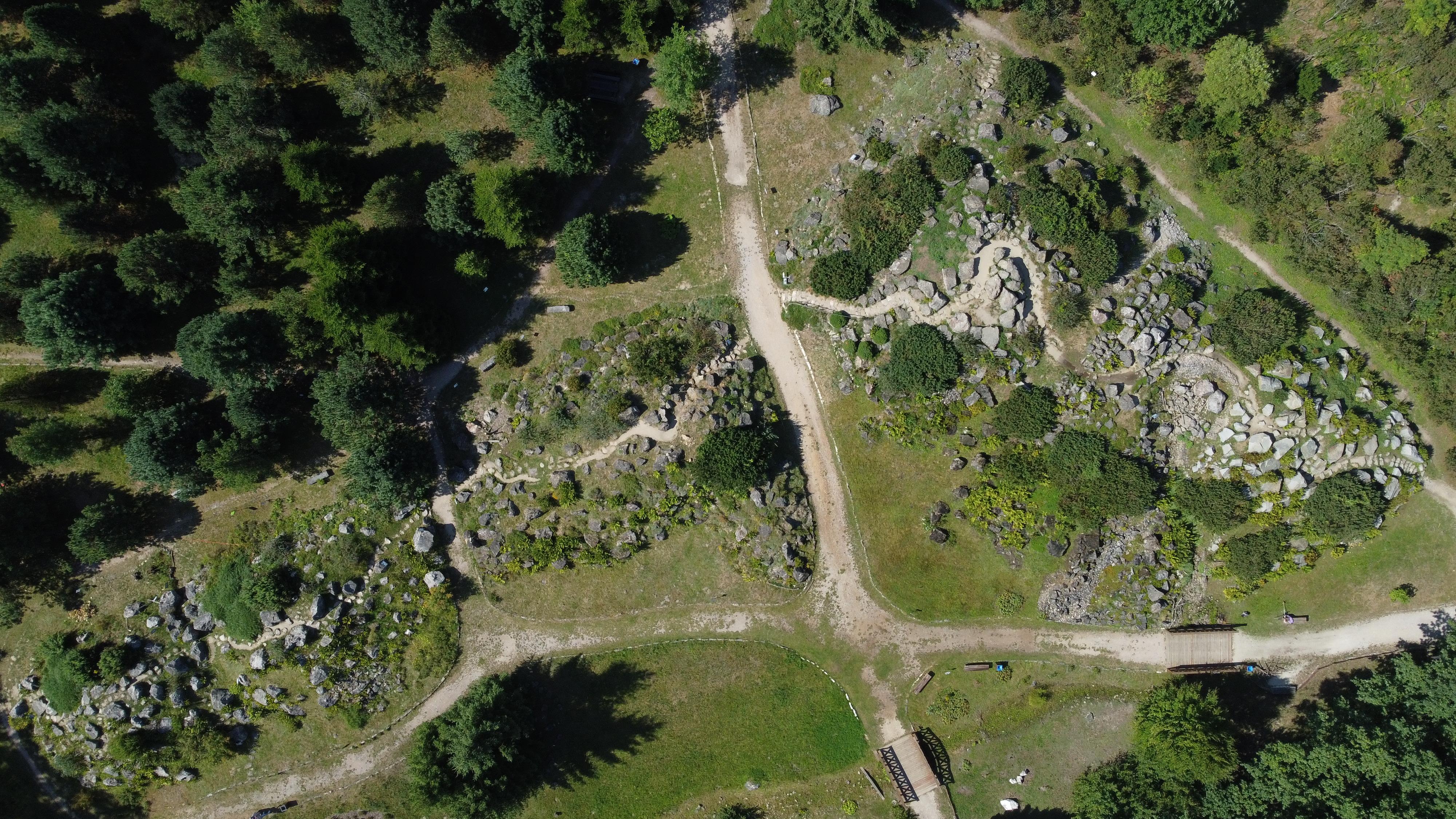
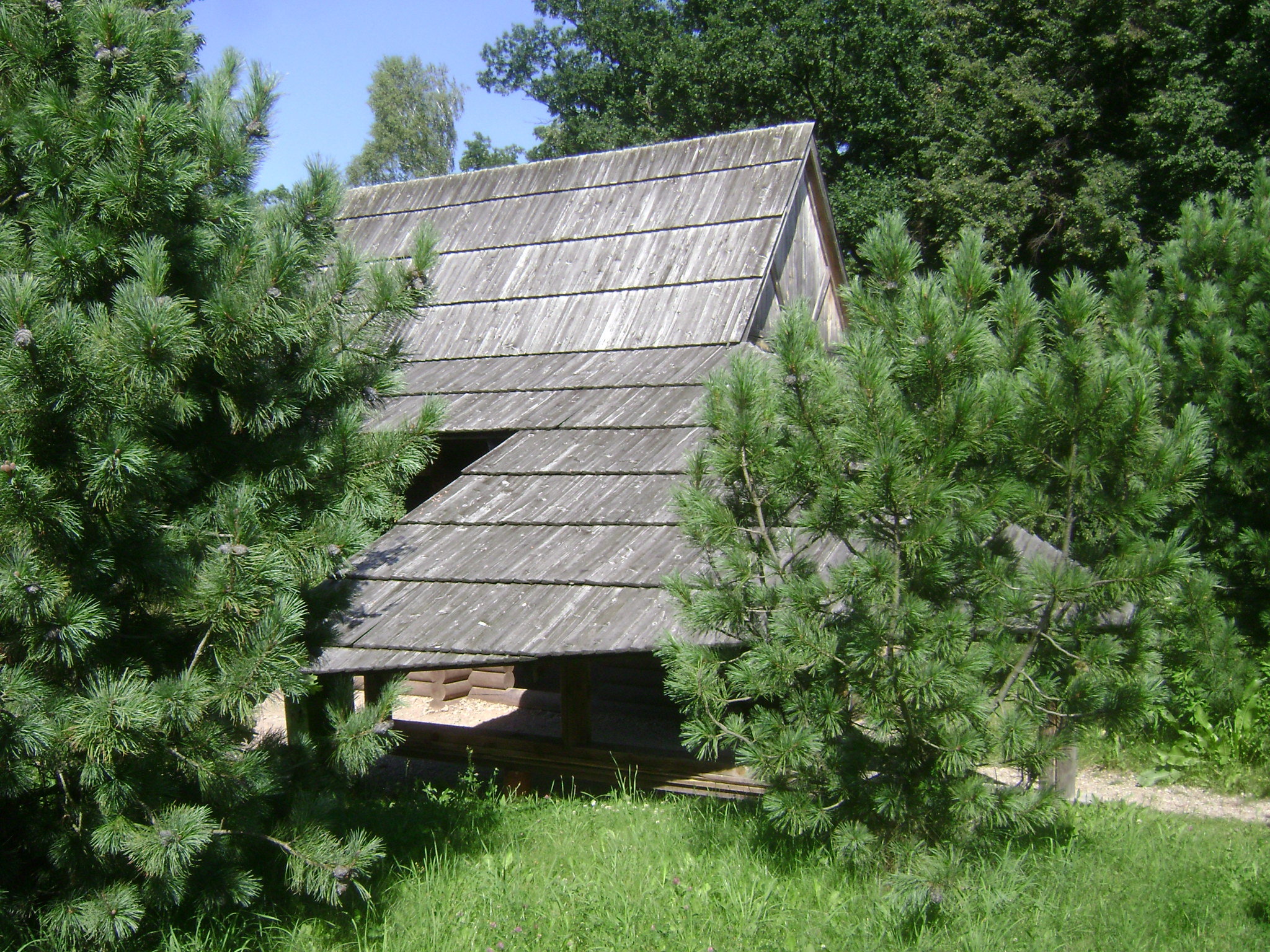

## Działalność badawcza, kulturalna i społeczna

### Nauka
Główny kierunek badawczy ogrodu dotyczy ochrony różnorodności gatunkowej i genetycznej w warunkach sztucznych, tzw. ex situ, gatunków flory Polski zagrożonych wymieraniem na naturalnych stanowiskach, a także zachowania zasobów genetycznych wybranych roślin uprawnych w banku genów. Ochrona flory naturalnej realizowana jest poprzez uprawę w ogrodzie roślin z różnych siedlisk naturalnych, ze szczególnym uwzględnieniem gatunków rzadkich, zagrożonych i prawnie chronionych. Za sprawą projektów „FlorNaturOB”, „FlorNatur ROBiA” oraz „FlorIntegral” PAN Ogród Botaniczny stał się jedną z najważniejszych krajowych jednostek w zakresie czynnej ochrony bioróżnorodności metodami ex situ oraz restytucji gatunków ginących na stanowiskach naturalnych. Inną formą ochrony różnorodności flory naturalnej Polski jest kriogeniczny bank nasion, wykorzystujący temperatury par ciekłego azotu do wieloletniego przechowywania nasion zbieranych z naturalnych stanowisk. Obecnie w banku chronionych jest 238 gatunków flory rodzimej zebranych na 710 stanowiskach w Polsce. Od prawie pięciu dekad ogród zajmuje się utrzymywaniem banków genów dla roślin ważnych w rolnictwie, zwłaszcza żyta i jabłoni.
W 2018 r. w ramach projektu UE „FlorIntegral” podjęte zostały pionierskie prace konserwatorskie nad tworzeniem banku DNA dla gatunków roślin o najwyższym statusie konserwatorskim w Polsce. Rozpoczęto też prace nad restytucją na pierwotne stanowiska wybranych gatunków rodzimej flory, połączone z odtwarzaniem ich siedlisk na obszarach chronionych parków narodowych, rezerwatów przyrody i obszarów Natura 2000 z wykorzystaniem zebranych zbiorów banku nasion flory polskiej. Ważnym kierunkiem badawczym są prowadzone od ponad 30 lat prace biotechnologiczne, których przedmiotem jest wykorzystanie zjawiska somatycznej embriogenezy w kulturach in vitro. Obiektami badawczymi są gatunki goryczek oraz tropikalnych i krajowych paproci (w grupie roślin zarodnikowych są to badania pionierskie na skalę światową). Od 2006 r. realizowane są badania nad bogatą florą Azji Środkowej. Obecnie trwają prace nad utworzeniem w tym rejonie stacji badawczej w celu prowadzenia badań nad opisem tej flory i procesów w niej zachodzących, a także nad wykorzystaniem występujących tam roślin jako cennego źródła dla farmacji i rolnictwa. Zespół badawczy dokonał opracowania czerwonej listy gatunków roślin Tadżykistanu – pierwszej kompleksowej oceny stopnia zagrożenia wszystkich gatunków występujących w tym kraju. W ogrodzie działa też zespół specjalizujący się w anatomii roślin w powiązaniu z badaniami biomechanicznymi, fizjologicznymi, środowiskowymi, w tym klimatycznymi. Pozwalają one na coraz większe zrozumienie procesów rozwojowych i wzrostowych roślin drzewiastych.

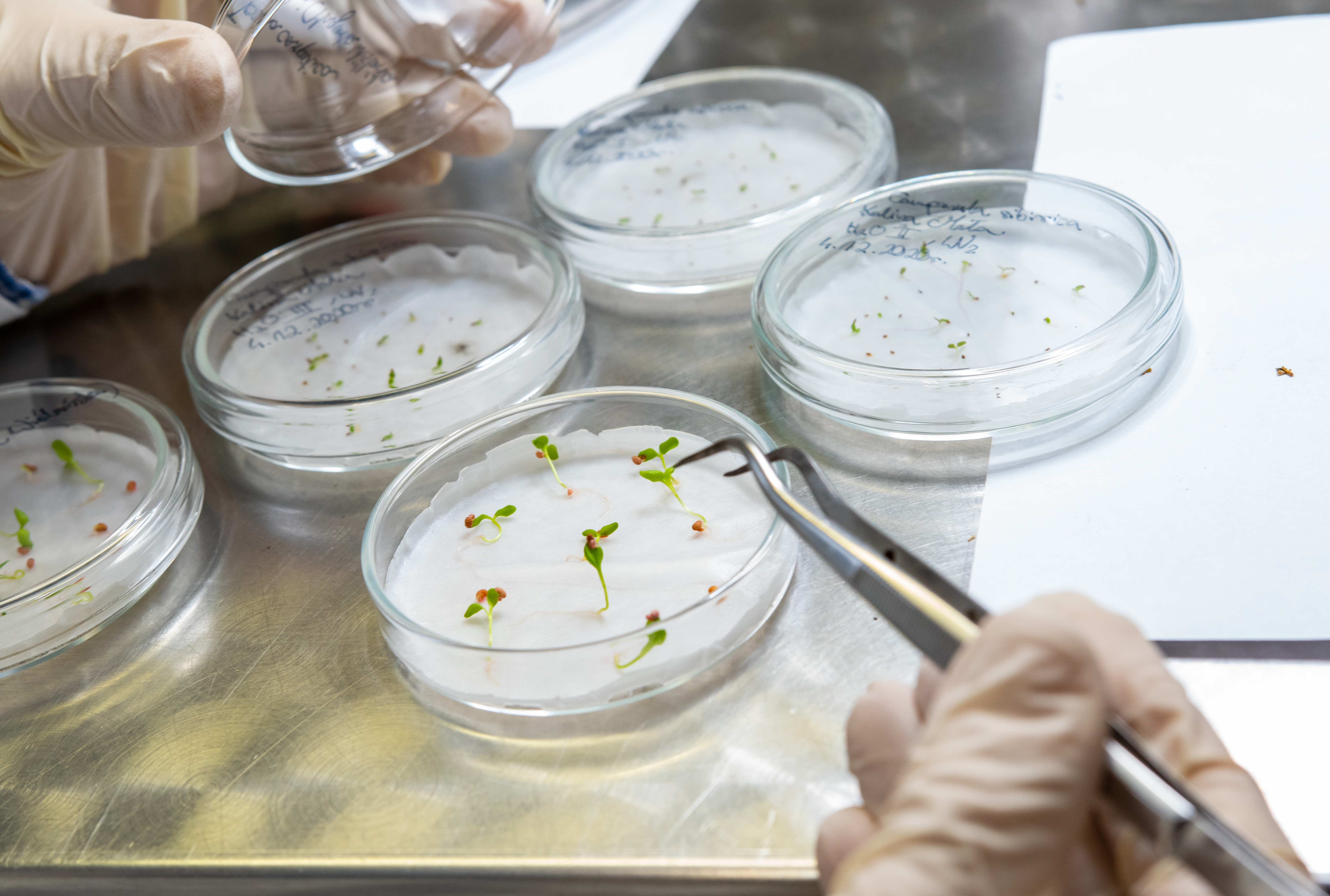
Testy kiełkowania – Bank Nasion Roślin Zagrożonych i Ginących

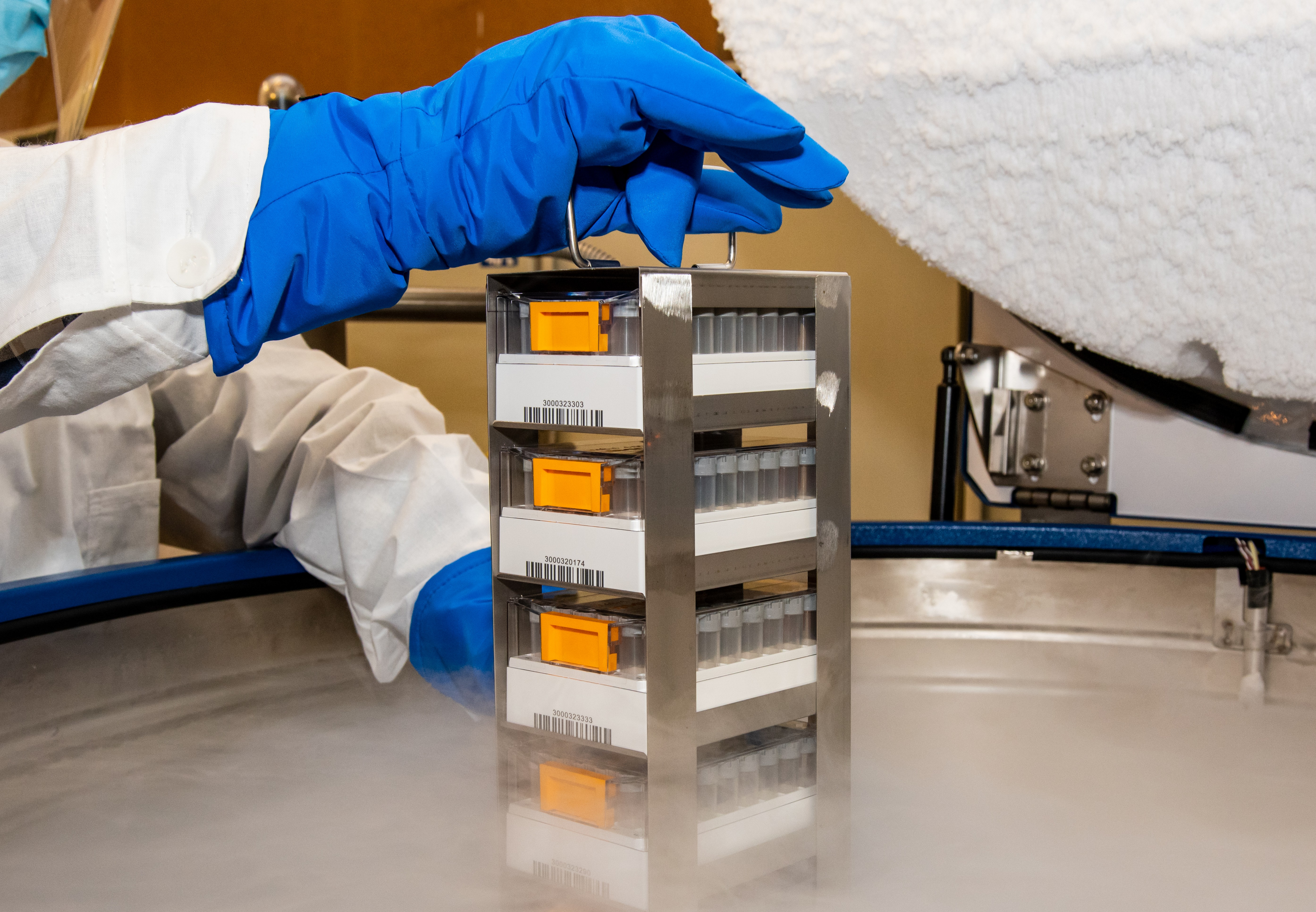
Krioprezerwacja – Bank Nasion Roślin Zagrożonych i Ginących

#### Uprawiane specjalności naukowe
- botanika konserwatorska
- botanika doświadczalna i stosowana
- anatomia rozwojowa roślin
- biotechnologia i genetyka roślin
- ekologia stosowana z ochroną środowiska
- nauki ogrodnicze[3]

#### Główne kierunki badawcze
- zachowanie w warunkach ex situ rzadkich, zagrożonych i chronionych gatunków flory Polski;
- biosystematyka, genetyka i genomika populacyjna oraz analiza różnorodności genetycznej roślin;
- filogenomika wybranych gatunków roślin uprawnych;
- gromadzenie i przechowywanie zasobów genowych roślin dziko rosnących i uprawnych oraz ich wykorzystanie w nauce i produkcji rolniczej;
- manipulacje organizmem roślinnym przy wykorzystaniu technik biotechnologicznych;
- wzrost i rozwój roślin w warunkach środowiska miejskiego i przemysłowego;
- biomonitoring zanieczyszczeń środowiska;
- anatomia funkcjonalna i rozwojowa roślin drzewiastych;
- ekologia wybranych gatunków roślin zagrożonych, ekologia roślinności;
- biologia konserwatorska ze szczególnym uwzględnieniem roślin endemicznych, zagrożonych i podlegających reglamentacji prawnej[3]

### Kultura

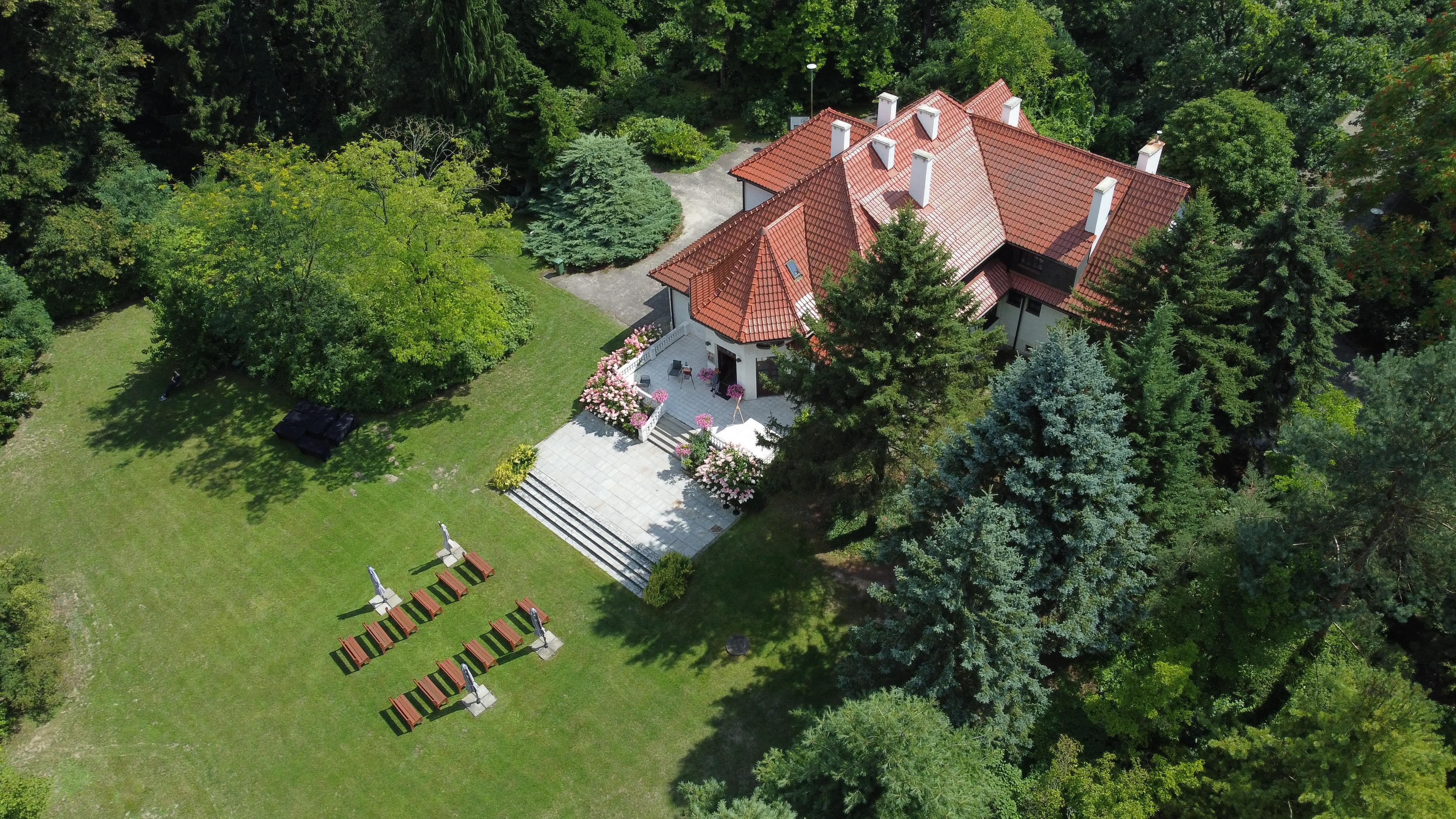
Willa Janówek (Fangorówka)

Na terenie ogrodu znajduje się Willa Janówek, zwana również Fangorówką od nazwiska Wojciecha Fangora – światowej sławy malarza, który mieszkał tam na początku XX w. Obecnie dworek pełni rolę galerii sztuki, miejsca spotkań kulturalnych i koncertów. Od ćwierćwiecza na przełomie maja i czerwca na tarasie przed willą odbywa się Międzynarodowy Festiwal Pianistyczny Floralia Muzyczne – Muzyka w Kwiatach, do udziału w którym zapraszani są wybitni artyści scen światowych. Wśród malarzy, którzy prezentowali tam swoje prace, byli m.in. Józef Wilkoń, członkowie Pracowni Malarskiej Jacka Bukowskiego, Mariusz Kałdowski, Anna Buczkowska, Jan Seweryn Sokołowski. Wystawę swoich prac miała tam również żona Fangora – Magdalena Shummer-Fangor. W alei dębowej zwiedzać można stałą ekspozycję, na której prezentowane są wielkoformatowe fotografie artystyczne o tematyce przyrodniczej, prowadzonych badaniach naukowych czy związane z wydarzeniami organizowanymi w ogrodzie. Miejscem szczególnie ulubionym przez zwiedzających, a także przez fotografów i filmowców, jest aleja Marii Skłodowskiej-Curie założona w 1998 r. z okazji 100-lecia odkrycia radu i polonu. Dziewięć buków czerwonych w tej alei zostało posadzonych przez laureatów Nagrody Nobla, co upamiętniają tablice pod każdym z drzew. Rozpoznawalną imprezą jest wiosenny festiwal związany z kwitnieniem ozdobnych wiśni japońskich – Miesiąc Japoński – poświęcony kulturze i przyrodzie tego kraju.

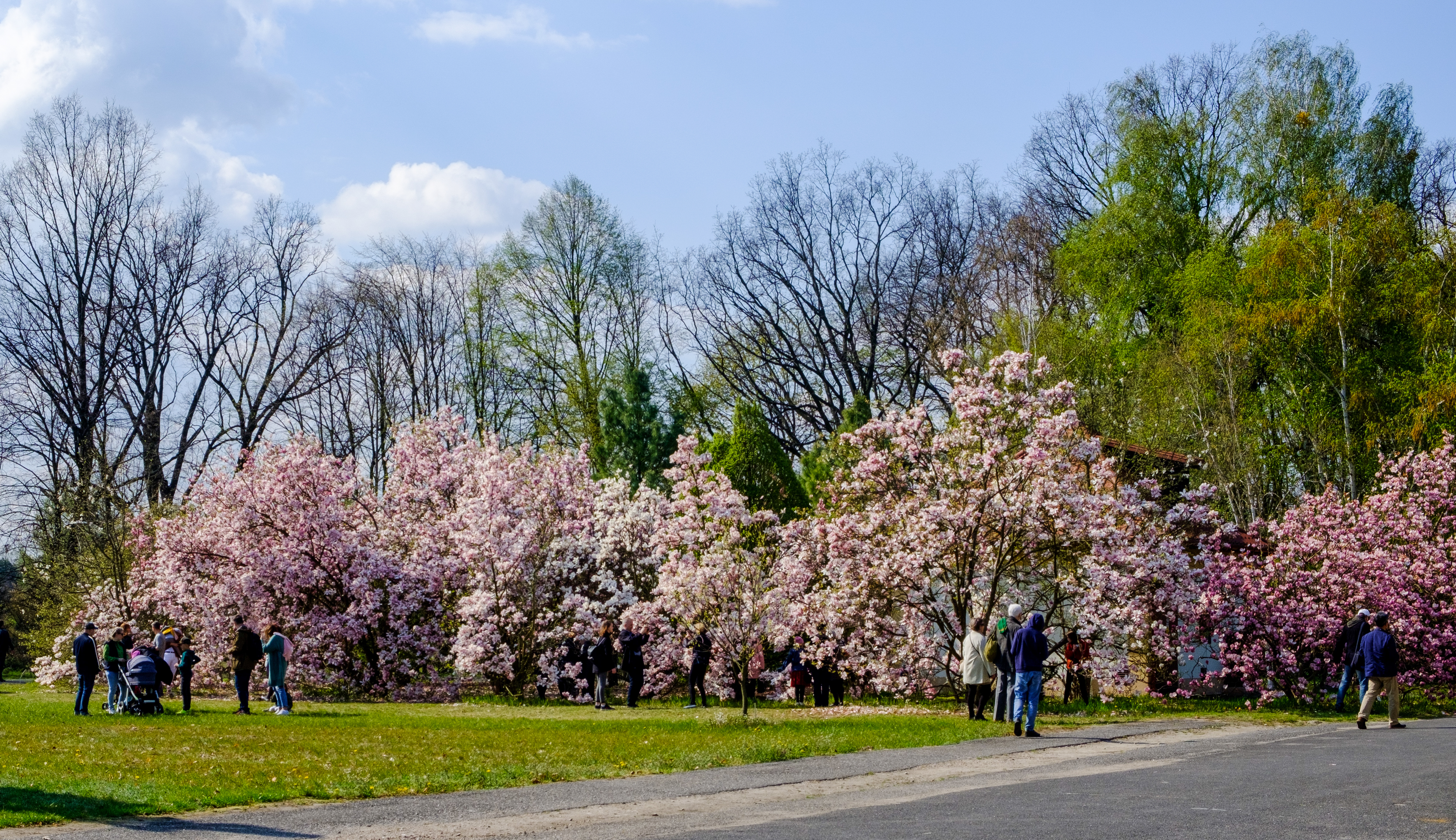
Kolekcja magnolii w okresie wiosennym
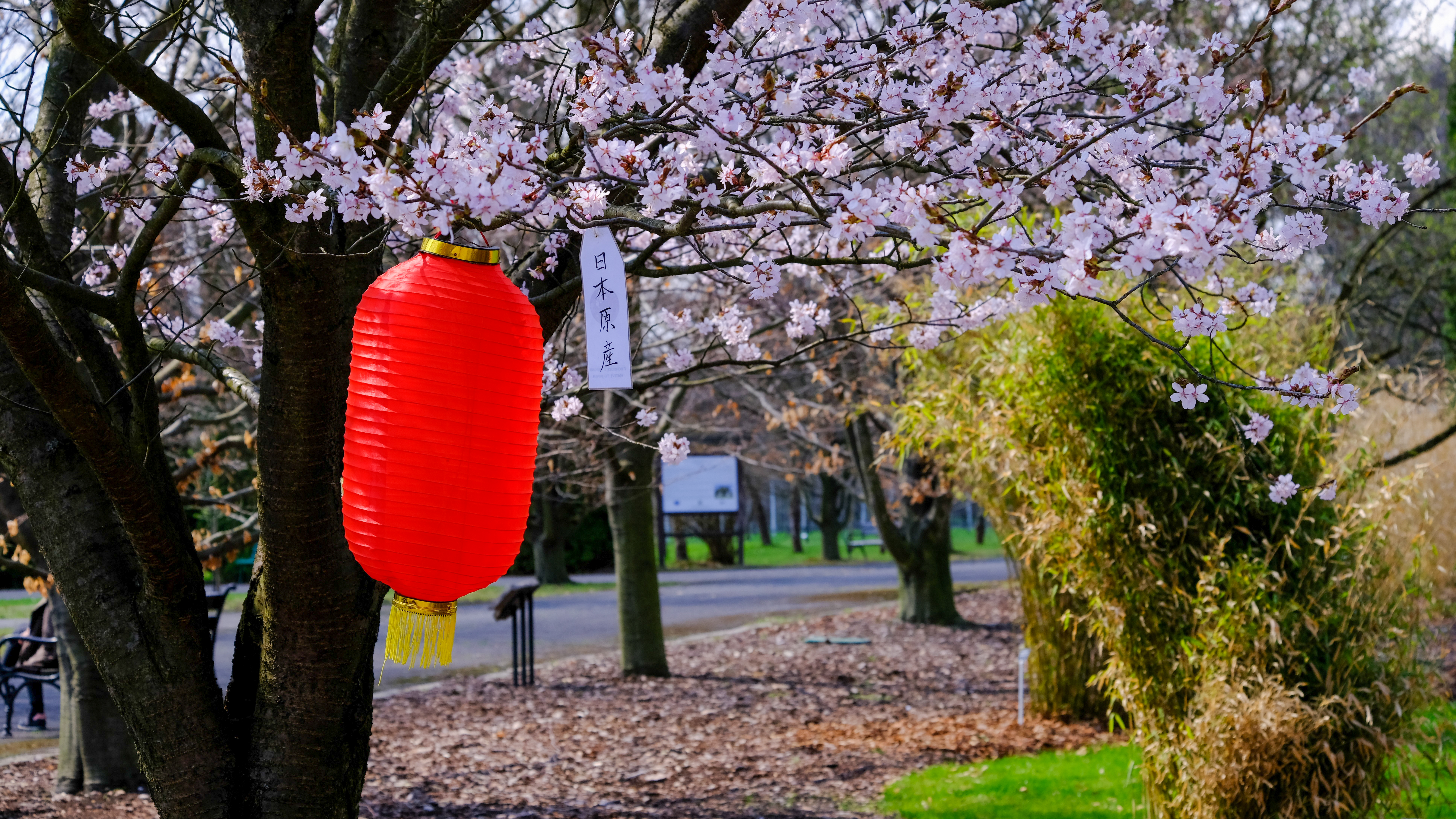
„Miesiąc Japoński”
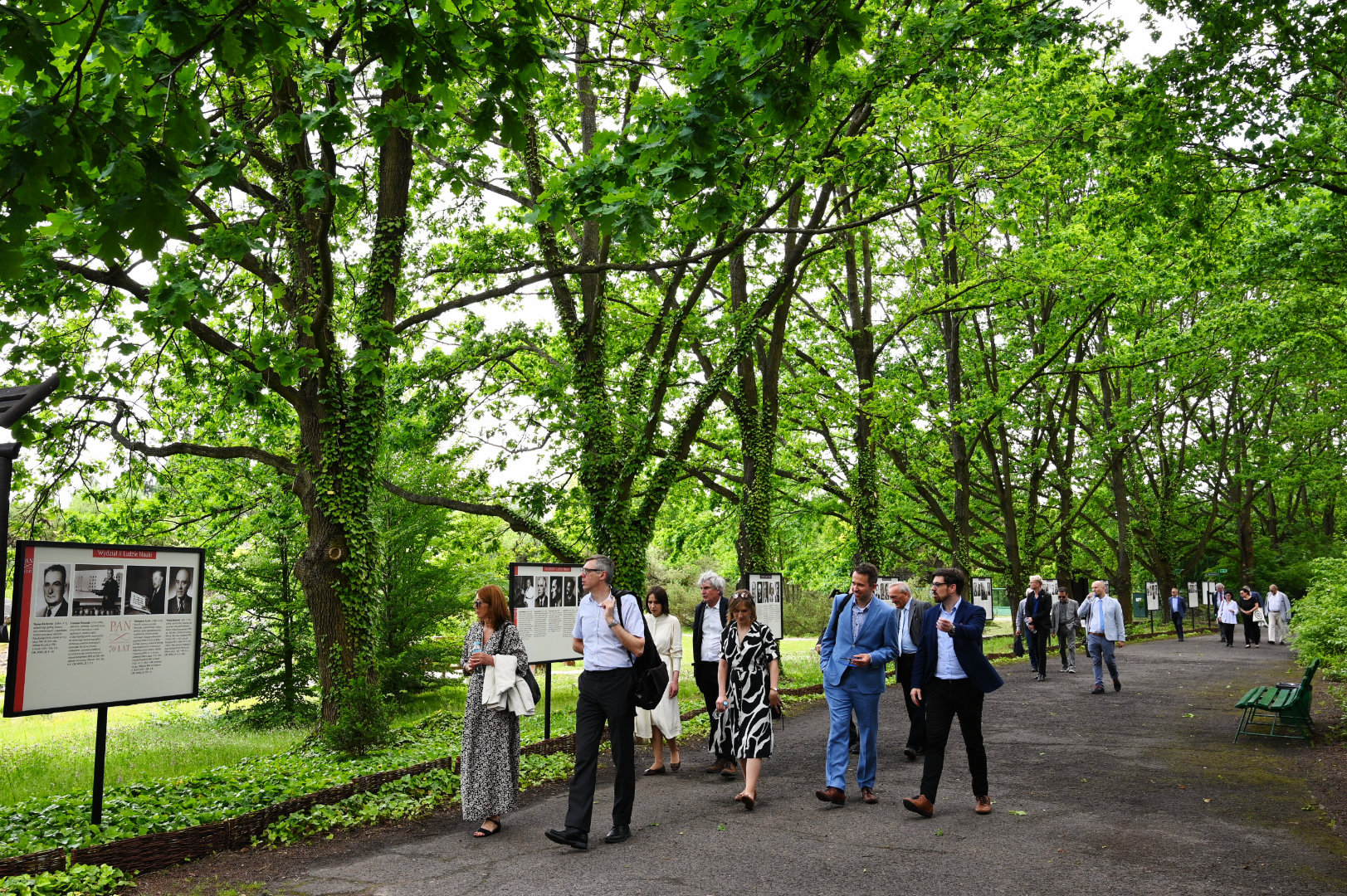
Stała ekspozycja w alei dębowej
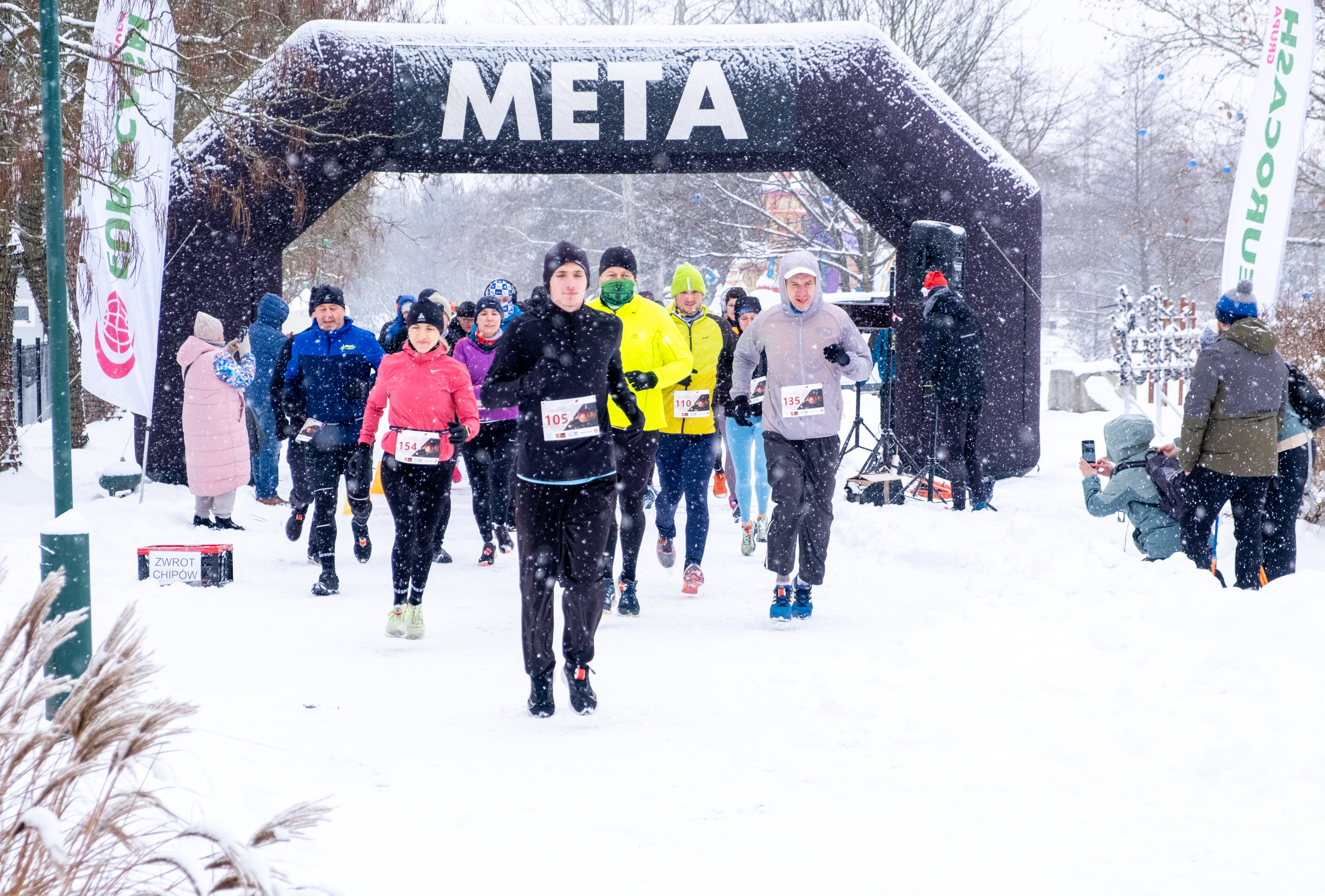
„Botaniczna Piątka” – cykliczne biegi przełajowe na dystansie 5 km

## Kalendarium
1928 – pierwsze próby założenia nowego ogrodu botanicznego na południowych peryferiach Warszawy przez profesorów Bolesława Hryniewieckiego i Romana Kobendzę.
1946 – przygotowanie przez prof. Romana Kobendzę i jego żonę Janinę projektu ulokowania Ogrodu Botanicznego PAN w rejonie Powsina i Klarysewa.
1957 – powołanie przez Polską Akademię Nauk Zakładu Naukowego Ogród Botaniczny pod kierownictwem prof. W. Gajewskiego. Zakład po 10 miesiącach zaprzestał działalności.
1.04.1970 – utworzenie przy Zakładzie Genetyki Roślin PAN Pracowni Zasobów Genowych Roślin Uprawnych w Skierniewicach (na Sabedianach – terenie Ośrodka Badań Genetycznych PAN) jako zalążka przyszłego Ogrodu Botanicznego PAN.
1971-1975 – udział w Problemie Węzłowym PAN Nr. 09.3.1 „Infrastruktura genetyczna” koordynowanym przez Instytut Biochemii i Biofizyki PAN. Temat: 09.3.1-2.2.3 „Taksonomiczne badania roślin uprawnych i ich form wyjściowych”.
1.07.1974 – decyzja Rządu i Prezydium PAN o utworzeniu Ogrodu Botanicznego PAN jako samodzielnej placówki naukowo-badawczej przy Wydziale II PAN.
1975-1976 – przejmowanie pierwszych terenów pod Ogród Botaniczny PAN w Powsinie i remonty budynków.
1976-1990 – udział Ogrodu Botanicznego PAN jako koordynatora w realizacji problemów i programów naukowo-badawczych dotyczących oceny i wykorzystania bioróżnorodności (Pracownia Zasobów Genowych Roślin Uprawnych ZGR PAN i Ogród Botaniczny PAN).
1976-1985 – udział w Problemie Międzyresortowym PAN MR-II/2 „Flory i zasoby roślinne Polski” koordynowanym przez Instytut Botaniki PAN.
1976-1980 – koordynacja przez Ogród Botaniczny PAN podproblemu B: „Roślinne zasoby genowe i ich wykorzystanie w nauce i gospodarce narodowej”.
1981-1985 – koordynacja przez Ogród Botaniczny PAN podproblemu B: „Analiza struktury genetycznej i rozwoju wybranych taksonów”.
1986-1990 – koordynacja Centralnego Programu Badań Podstawowych Nr. 04.05 „Założenie narodowej kolekcji zagrożonych gatunków roślin ze szczególnym uwzględnieniem dzikich gatunków i form wyjściowych drzew i krzewów owocowych”.
12.05.1990 – otwarcie Ogrodu Botanicznego PAN w Powsinie do zwiedzania publicznego.
1992 – utworzenie kriobanku nasion dla rodzimych gatunków rzadkich i chronionych oraz endemitów i reliktów.
1995 – udostępnienie ogrodu bylinowego i kolekcji roślin egzotycznych, a także oddanie do użytku Centrum Edukacji Przyrodniczo-Ekologicznej oraz Banku Nasion Roślin Zagrożonych i Ginących.
maj-wrzesień 1995 – obchody 25-lecia działalności Ogrodu Botanicznego PAN. Konferencje jubileuszowe: „Rośliny a zanieczyszczenie środowiska” oraz „Wykorzystanie roślin i ogrody botaniczne u progu XXI wieku”
4.12.1995 – podjęcie przez Prezydium PAN uchwały Nr 12/95 w sprawie utworzenia Ogrodu Botanicznego PAN jako placówki naukowej PAN.
30.10.1997 – decyzja Nr 2/97 Prezesa PAN w sprawie zmiany nazwy i statusu placówki na: „Ogród Botaniczny – Centrum Zachowania Różnorodności Biologicznej PAN”.
13.11.1997 – utworzenie w strukturze OB – CZRB PAN Pracowni Zachowania Bioróżnorodności Górnego Śląska.
1998 – uroczyste otwarcie Alei im. Marie Skłodowskiej-Curie z okazji obchodów setnej rocznicy odkrycia radu i polonu. Obchodom towarzyszyło posadzenie pamiątkowych buków m.in. przez dziewięciu laureatów Nagrody Nobla przybyłych na tę uroczystość.
1998 – rozpoczęcie tworzenia rozarium.
1.06.2001 – decyzja Nr 10/2001 Prezesa PAN o włączenie OB – CZRB PAN w zakres działalności Wydziału V Nauk Rolniczych, Leśnych i Weterynaryjnych PAN.
2003 – otwarcie kolekcji roślin górskich oraz szklarń ekspozycyjnych.
1.01.2011 – przekształcenie Ogrodu Botanicznego – CZRB PAN w pomocniczą jednostkę naukową bezpośrednio podległą Polskiej Akademii Nauk.
16-24.05.2015 – uroczyste obchody 25-lecia udostępnienia PAN Ogrodu Botanicznego – CZRB w Powsinie do zwiedzania publicznego.
23.05.2019 – przyznanie Medalu im. Wiktora Godlewskiego Ogrodowi Botanicznemu za zasługi na rzecz ochrony przyrody oraz popularyzację wiedzy przyrodniczej. Nagroda została przyznana za działalność na rzecz zachowania bioróżnorodności oraz za badania i edukację przyrodniczą.
1.07.2019 – wizyta Jego Cesarskiej Wysokości Następcy Tronu Japonii Księcia Akishino wraz z małżonką Jej Cesarską Wysokością Księżną Kiko.
14.10.2020 – wizyta Ambasadora Wielkiego Księstwa Luksemburga w Polsce Jego Ekscelencji Paula Schmita wraz z małżonką. Głównym celem wizyty było odnowienie relacji pomiędzy PAN Ogrodem Botanicznym w Powsinie a Ambasadą Luksemburga.
11.05.2021 – wizyta Jego Ekscelencji Ambasadora Japonii Miyajima Akio. Była to pierwsza oficjalna wizyta nowego ambasadora, który objął funkcję w grudniu 2020 r.
2021 – wpisanie plafonu „Plejady” Wojciecha Fangora do Rejestru zabytków oraz jego renowacja. Willa Janówek zwana „Fangorówką” została wybudowana w 1913 roku. Posiadłość od 1928 do czasu utworzenia Ogrodu Botanicznego była własnością rodziny Fangorów. W 1943 roku młody Wojciech Fangor namalował w salonie willi plafon „Plejady” o charakterze mitologicznym. Dzieło o wymiarach 9 × 4,5 m wykonane temperą jajeczną od lat zachwyca bywalców Ogrodu Botanicznego.
7.06.2022 – uroczyste otwarcie Kolekcji Roślin Leczniczych i Przyprawowych w nowym miejscu.
2024 – uroczyste obchody 50–lecia utworzenia Ogrodu Botanicznego PAN jako samodzielnej placówki naukowo-badawczej przy Wydziale II PAN.